# Ronald Belisario

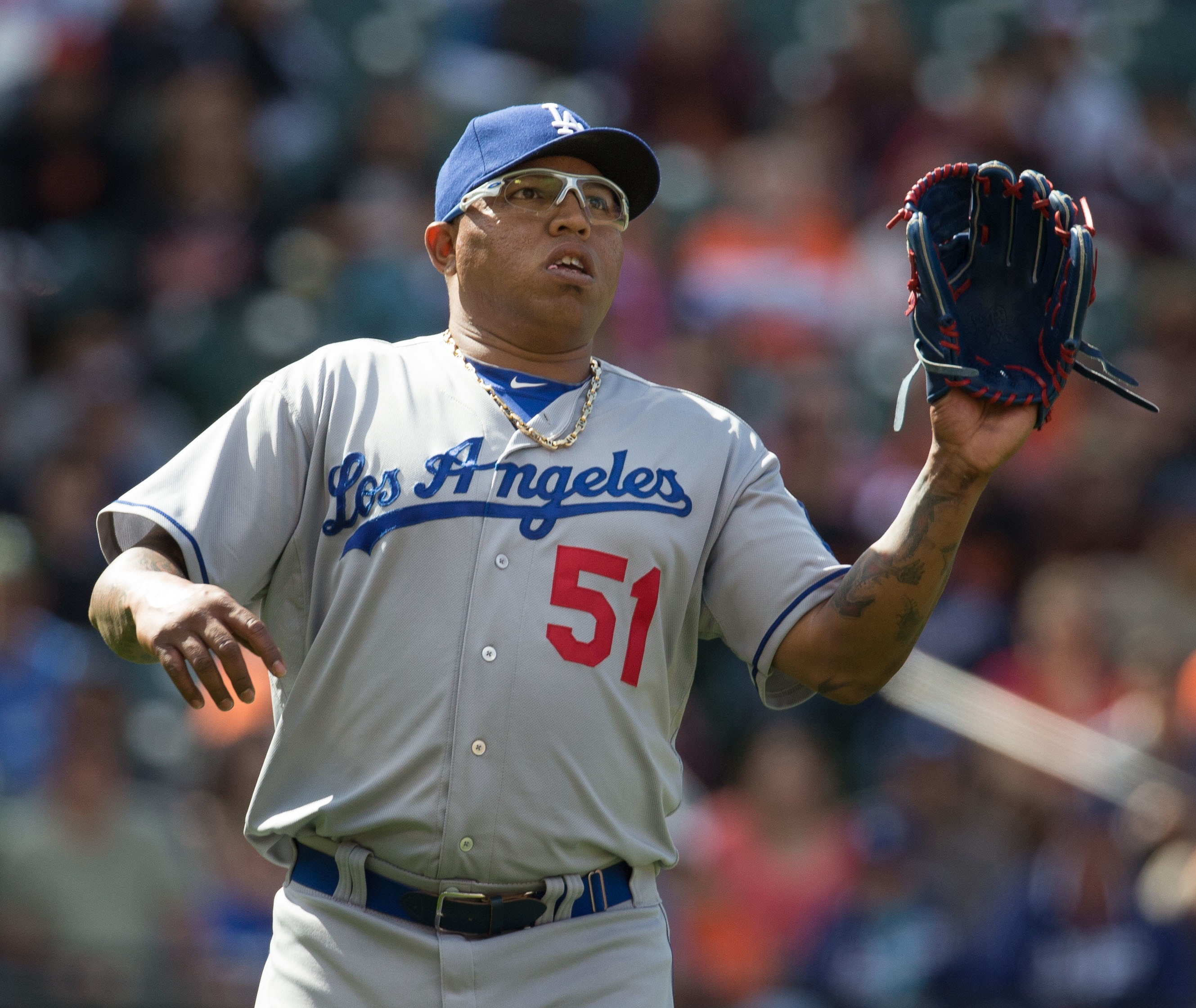
Belisario con Los Angeles Dodgers en 2013.

Ronald J. Belisario (31 de diciembre de 1982) es un lanzador venezolano de béisbol profesional que juega para los Leones de Yucatán de la Liga Mexicana de Béisbol. Ha jugado para Los Angeles Dodgers, los Chicago White Sox y los Tampa Bay Rays de las Grandes Ligas. Se desempeña principalmente como relevista.

## Carrera profesional

### LVBP
Inicia su carrera con los Tiburones de La Guaira, pasando posteriormente al equipo Bravos de Margarita a cambio del infielder Maicer Izturis. Luego, en 2014 es transferido a los Tigres de Aragua a cambio del también lanzador Omar Poveda.
Fue firmado yo
Belisario fue firmado por los Florida Marlins en 1998 como un agente libre amateur. Jugó en la Venezuelan Summer League en 2000 y en la Gulf Coast League en 2001. Luego de jugar en varios equipos de Clase A, fue incluido en la lista de 40 jugadores de los Marlins en septiembre de 2004, pero se perdió toda la temporada 2005 debido a una cirugía Tommy John en su codo derecho. También se perdió la temporada 2006 debido a una suspensión no especificada.

### Pittsburgh Pirates
En 2007, formó parte del sistema de ligas menores de los Pittsburgh Pirates, siendo promovido al equipo Altoona Curve de Clase AA en 2008.

### Los Angeles Dodgers
En 2009 firmó un contrato de ligas menores con Los Angeles Dodgers, y su desempeño en los entrenamientos primaverales le valió una inclusión en la plantilla inaugural del equipo. Debutó en Grandes Ligas el 7 de abril de 2009 frente a los San Diego Padres, participando como lanzador relevista durante una entrada en la que no permitió carreras. Culminó la temporada 2009 con 69 juegos como relevista, registrando marca de 4-3 con 2.04 de efectividad y 64 ponches.
En 2010 tuvo problemas de visado en Venezuela durante los entrenamientos primaverales, además de una demanda de conducir bajo influencia, por lo que fue colocado en la lista de restringidos por los Dodgers y no se incorporó al equipo hasta el 21 de abril. El 7 de julio fue nuevamente colocado en la lista de restringidos y se reincorporó el 10 de agosto. Finalizó la temporada 2010 con marca de 3-1 y una alta efectividad de 5.04 en 55 1⁄3 entradas lanzadas.
En 2011 Belisario tuvo nuevamente problemas de visado en Venezuela. Fue colocado en la lista de restringidos y finalmente el 19 de abril se reveló que no le aprobarían la visa para ese año. El 20 de diciembre su agente declaró que Belisario obtuvo una visa por cinco años y estaría a tiempo en los entrenamientos primaverales de 2012. Sin embargo, se conoció que el jugador serviría una suspensión de 25 juegos debido a violar la política de drogas de las Grandes Ligas, a lo cual Belisario admitió que no le aprobaron la visa en 2011 debido al consumo de cocaína.
Luego de cumplir su suspensión y participar en varios juegos de ligas menores, Belisario se incorporó a los Dodgers el 3 de mayo de 2012. Lanzó en 68 juegos para el equipo ese año, registrando marca de 8-1 y 2.54 de efectividad.
En 2013 representó a Venezuela en el Clásico Mundial de Béisbol 2013. Lanzó en 77 juegos para los Dodgers durante la temporada 2013, registrando marca de 5-7 y 3.97 de efectividad. Al finalizar la temporada se convirtió en agente libre.

### Chicago White Sox
El 5 de diciembre de 2013, Belisario firmó un acuerdo de un año y tres millones de dólares con los Chicago White Sox. El 20 de mayo de 2014 obtuvo su primer salvamento como miembro de este equipo, y al siguiente día fue designado cerrador debido a una lesión de Matt Lindstrom. Sin embargo, el 24 de mayo desperdició un juego que su equipo lideraba por 3-0 en la novena entrada ante los New York Yankees, los cuales ganaron por 4-3. A pesar de ello, el manager Robin Ventura se mantuvo confiado con Belisario como cerrador. El 20 de noviembre fue designado para asignación y el 28 de noviembre se declaró agente libre.

### Tampa Bay Rays
El 31 de enero de 2015 firmó un contrato de ligas menores con los Tampa Bay Rays, luego de registrar marca de 4-8 y efectividad de 5.56 en 62 juegos con los White Sox en la temporada 2014. El 4 de julio de 2015 se declaró agente libre luego de ser colocado en asignación.

### Boston Red Sox
El 12 de julio de 2015 firmó un contrato de ligas menores con los Boston Red Sox, y fue liberado el 4 de agosto de 2015.

## Estilo de lanzar
Belisario es un lanzador de sinkers, lanzamiento que ejecuta con gran movimiento y que alcanza 95mph. También posee una recta de cuatro costuras y un slider.